# Икэда, Масатоси Гюндюз
Масатоси Гюндюз Икэда (яп. 池田 正敏 ギュンドゥズ) (25 февраля 1926 — 9 февраля 2003) — турецкий математик японского происхождения. Основной вклад внёс в алгебраическую теорию чисел.

## Биография
Масатоси Икэда родился 25 февраля 1926 года в Токио. Родители Масатоси — руководитель отдела статистики страховой компании Дзюндзо Икэда и его жена Яэко Икэда. У Масатоси Икэды был брат и две сестры, он был самым младшим из них. в детстве Масатоси читал принадлежащие его отцу книги по математике. Во время учёбы в школе он покупал книги по математике и биографии математиков. Большое впечатление на Масатоси Икэду произвёл французский математик Эварист Галуа.
В 1948 году Масатоси Икэда окончил Осакский университет. В 1953 году получил степень доктора философии, в 1955 году стал ассоциированным профессором. В 1957—1959 году занимался научной работой в Гамбургском университете под руководством Хельмута Хассе. По совету Хассе в 1960 году Икэда приехал в Турцию и работал в Эгейском университете в Измире. В 1961 году он получил должность иностранного специалиста на научном факультете.
В 1964 году Икэда женился на турецком биохимике Эмель Ардор, которую он встретил в Гамбурге. Супруги переехали на родину жены. В Турции Икэда натурализовался и взял турецкое имя Гюндюз. В 1968 году Икэда был приглашён в течение одного года преподавать в Ближневосточном техническом университете (METU) в Анкаре в качестве приглашённого профессора. После истечения срока контракта Икэде предложили продолжить преподавание на должности полного профессора.
В 1976—1978 годах Икэда руководил кафедрой математики в университете Хаджеттепе, затем вернулся в METU. В 1992 году ушёл в отставку.
Умер 9 февраля 2003 года в Анкаре. После религиозной церемонии в мечети Коджатепе тело Икэды было похоронено на кладбище Каршияка. У него осталось два сына.

## Признание
В 1979 году Икэда был награждён научной премией TÜBİTAK.
Турецкий фонд математики учредил в память об Икэде премию «Masatoshi Gündüz İkeda Research Award».